# Combate de Soriano
El Combate de Soriano se produjo el 4 de abril de 1811 en la villa Santo Domingo Soriano en la Banda Oriental como parte de la Guerra de la Independencia Argentina. Tuvo lugar entre fuerzas regulares y milicianos de las Provincias Unidas del Río de la Plata, por un lado, y soldados realistas de Montevideo obedientes al virrey Francisco Javier de Elío, por el otro.

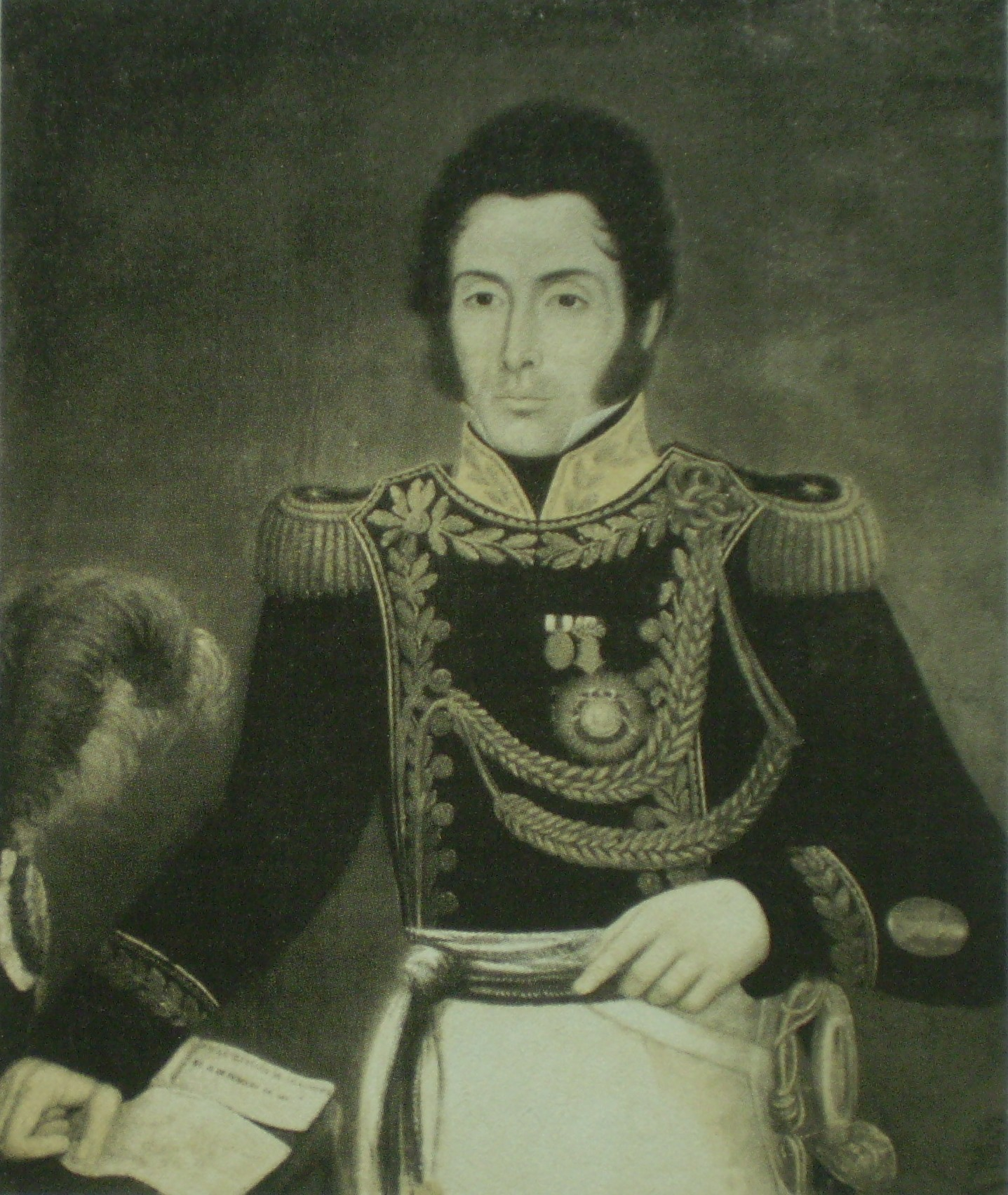
Miguel Estanislao Soler.

## Antecedentes
En octubre de 1810 el gobernador de Montevideo, Gaspar de Vigodet, envió una flotilla de barcos desde ese puerto por el río Uruguay, y 300 soldados desde Colonia del Sacramento, para ocupar Paysandú y Concepción del Uruguay, villa que ocuparon el 6 de noviembre de 1810. Esas fuerzas lograron apoderarse también de Gualeguay y Gualeguaychú, pero fueron detenidas en su avance hacia La Bajada por el levantamiento de Bartolomé Zapata. El 18 y el 22 de febrero las milicias entrerrianas recuperaron Gualeguay y Gualeguaychú y el 28 de febrero se produjo el alzamiento de milicianos orientales encabezados por Venancio Benavídez, Pedro Viera y el alférez Ramón Fernández en las cercanías de la Capilla de Mercedes, hecho conocido como Grito de Asencio, que dio inicio a la Revolución oriental y que significó la ocupación ese día de la Capilla de Mercedes y de Santo Domingo Soriano al día siguiente, en favor del gobierno revolucionario de Buenos Aires. Este alzamiento y el avance de las tropas de Zapata y Gregorio Samaniego hizo que Michelena evacuara Concepción del Uruguay el 7 de marzo, que volvió a manos de los revolucionario al día siguiente.
El 7 de marzo la Junta Grande encargó a Manuel Belgrano, todavía de campaña en el Paraguay y las Misiones, la dirección de una expedición a la Banda Oriental, para lo cual le envió a Entre Ríos 441 soldados al mando del comandante Martín Galain. Antes de llegar a Concepción del Uruguay, Belgrano dispuso que Galain cruzara con sus tropas el río Uruguay para brindar protección a las partidas revolucionarias, y éste adelantó a Miguel Estanislao Soler con 50 soldados del Regimiento de Pardos y Morenos a ocupar la Capilla de Mercedes, situando su campamento a 2 leguas de villa Soriano. Soler se dirigió con un piquete a la Capilla de Mercedes para proteger a los pobladores que se habían pronunciado contra el virrey. El 2 de abril una reunión popular encabezada por Ramón Fernández lo designó comandante del pueblo y exigió su detención allí, a lo que accedió Soler ad referendum de Galain. Retornando ese día al campamento, distante 6 leguas, junto con un grupo armado de vecinos para informar sobre las resoluciones tomadas y buscar el apoyo de las tropas. 
La escuadrilla realista al mando de Michelena, conformada por el bergantín Cisne, un falucho, una balandra, la zumaca Aránzazu, un lanchón armado y dos botes, ingresó en el río Negro con 800 soldados se dirigió al puerto de Soriano. Al avistar los barcos el 2 de abril el comandante de Soriano, Celedonio Escalada, envió un pedido de ayuda a Soler y éste se dirigió inmediatamente a la villa con unos 200 hombres, secundado por el capitán Francisco Montes y Larrea.

## El combate
(...) dispuse los doscíentos hombres en la forma siguiente: á la derecha del pueblo sobre el puerto y fondeadero embosqué cincuenta hombres, y dos oficiales, al mando de D. Venancio Benavides, con ordenes de mantener aquella posición hasta segunda orden: á la izquierda y sus inmediaciones destaqué otra compañia de cincuenta hombres y dos oficiales, los que mandaba yo en persona escoltado de seis soldados del regimiento pardos, y un ayudante del mismo; en el pueblo dexé el resto de la gente á las ordenes de don Ramon Fernandez, sosteniendo una pieza de artillería de á quatro, que por estar montada sobre quatro ruedas hechas á la brusca de nada me sirvió.
Fracción del parte de Soler a la Junta

Michelena intimó la rendición a Escalada señalando un plazo de dos horas para entregar las armas en el fondeadero. Soler respondió con una nota rechazando la intimación y Michelena inició a las 9:45 un intenso cañoneo de desde el Cisne, el falucho y un lanchón, sobre la villa y los soldados de Benavides, que duró 3 horas. El cañoneo produjo un herido grave y daños en la población, debiendo ordenar Soler la salida de las tropas ubicadas en el pueblo y las adelantadas al mando de Benavides en dirección a un bajo para protegerlas del cañoneo.
Soler envió un parlamentario para intentar detener el cañoneo a la población:

Me es muy extraño el procedimiento de V. S. siendo un xefe milítar, y que por sola esta razon deben saber como se hace la guerra. Los infelíces vecinos á quienes V. S. está batiendo en sus casas, no son los que sostendrán un ataque, si V. S. se resuelve admitir el desafio á que le emplazo, saliendo de las baterias de sus buques: tengo tropas de exercito, é intrepidos patriotas, á los que debe V. S. batir, y no á los ranchos de este pueblo.

Que fue respondido por Michelena en los términos siguientes:

En este momento que son las doce y tres quartos recibo él de vmd. fecha de hoy, y en su contestacion debo decirle, que á todo aquel que no se sugete á las leyes del legítimo gobierno, debo mirarlo como traidor y sublevado del fiel vasallage de nuestro Soberano Fernando VII.

El cañoneo continuó desde los barcos hasta las 15:00, cuando desembarcaron 2 piezas de artillería volante y unos 160 hombres que ingresaron a la villa por tres direcciones, siendo atacados por Soler:

(...) dispuse el atacarlos en la forma siguiente: por el centro mandé dos compañias con la fuerza de sesenta hombres á el mando de sus bravos capitanes D. Francisco Bicudo y D. Bartolo Quinteros con seis subalternos: esta divisíon la mandó el primero; por la derecha destaque otra de 40 hombres á el mando del capitan D. Ignacio Barrios: por la izquierda dirijí el tercer trozo de 50 hombres á el mando del capitan D. Eusebio Silva, el resto de gente quedó de reserva en los términos siguientes: D. Ramon Fernandez atendió con su escolta y algunos más á el costado izquierdo, D. Venancio Benavidez con su escolta auxiliaria á el costado derecho si hubiese sido necesario y yo dispuse el centro á el mismo objeto: en esta accion fueron mis ayudantes de campo el capitan D. Francisco Montes y Larrea, y el alferez D. Manuel Alcaparroz quienes observando mís ordenes siempre me acompañaron.

Ante la carga de Soler, los realistas retornaron al sus barcos protegidos por la artillería embarcada, dejando 2 muertos y 2 heridos, manteniéndose el cañoneo hasta las 17:00. Al día siguiente un falucho y una balandra comenzaron a remontar el río Negro en dirección a la Capilla de Mercedes, mientras la zumaca y un lanchón lo hicieron hacia el río Uruguay. Soler dice en el parte que se dirigió a Mercedes de donde tengo noticias se hallan 80 patricios de la tropa de D. José Artigas, y algun paisanage armado ..., aunque José Artigas cruzó el Río de la Plata y desembarcó entre Las Vacas y la Calera de las Huérfanas cuatro días después, adelantó desde Nogoyá 80 soldados en respuesta al pedido de auxilio de Fernández. En su viaje a Mercedes Soler fue acompañado por los 25 soldados pardos que disponía y otros 12 milicianos con un cañón, dejando a Soriano al mando de Benavides en vigilancia del bergantín Cisne que seguía fondeado.